# Donald-Olivier Sié
Donald-Olivier Sié (Abidjan, 3 aprile 1970) è un ex calciatore ivoriano, di ruolo centrocampista.

## Palmarès

### Club
- Campionato ivoriano: 8

ASEC Mimosas: 1990, 1991, 1992, 1993, 1994, 1995, 1997, 1998
- Coppa della Costa d'Avorio: 3

ASEC Mimosas: 1990, 1995, 1997
- Supercoppa del Giappone: 1

Nagoya Grampus E.: 1996

### Nazionale
- Coppa d'Africa: 1

1992